# كابيليرا
بلدية كابيليرا (بالإسبانية: Capileira) هي بلدية تقع في مقاطعة غرناطة التابعة لمنطقة أندلوسيا جنوب إسبانيا.

## الديموغرافيا
بلغ عدد سكان بلدية كابيليرا 537 نسمة عام 2011 (وفقاً للمعهد الوطني الإسباني للإحصاء).
| 572 | 560 | 564 | 582 | 560 | 554 | 537 |